# Sielce Prawe
Sielce Prawe [pronunciación en polaco: /ˈɕɛlt͡sɛ ˈpravɛ/] es un pueblo ubicado en el distrito administrativo de Gmina Maków, dentro del Distrito de Skierniewice, Voivodato de Łódź, en Polonia central. Se encuentra aproximadamente a 5 kilómetros al norte de Maków, a 8 kilómetros al noroeste de Skierniewice, y a 47 kilómetros al noreste de la capital regional Łódź.
El pueblo tiene una población de 150 habitantes.